# Tvet
Tvet (plural tvetar) är ett gammalt uttryck för huggspån eller träflisa som kan användas som tände. 
Uttrycket har använts även om uthuggningar i skogen.
Begreppet finns också i Österbotten och i Norge. I Burträsk-målet i Västerbotten är uttalet "tjwäit".